# ITER

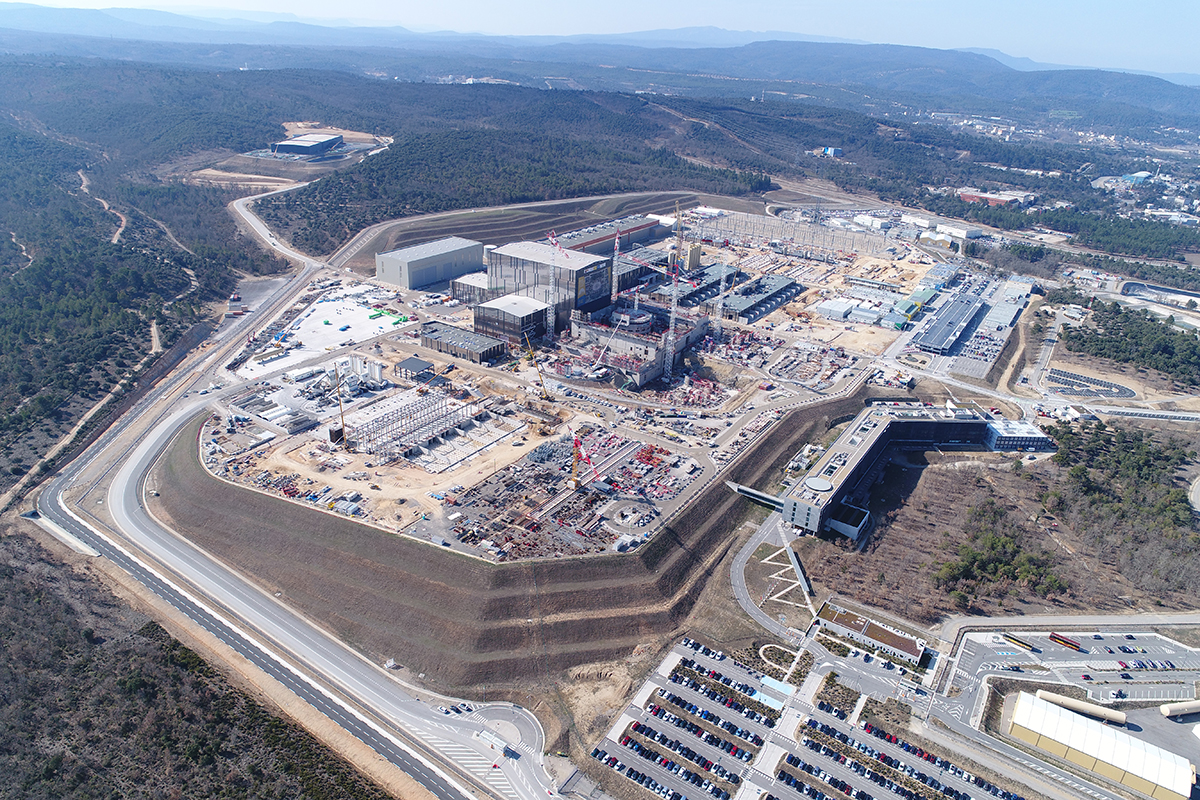
Luftbild des ITER-Geländes zur Bauphase (2018)

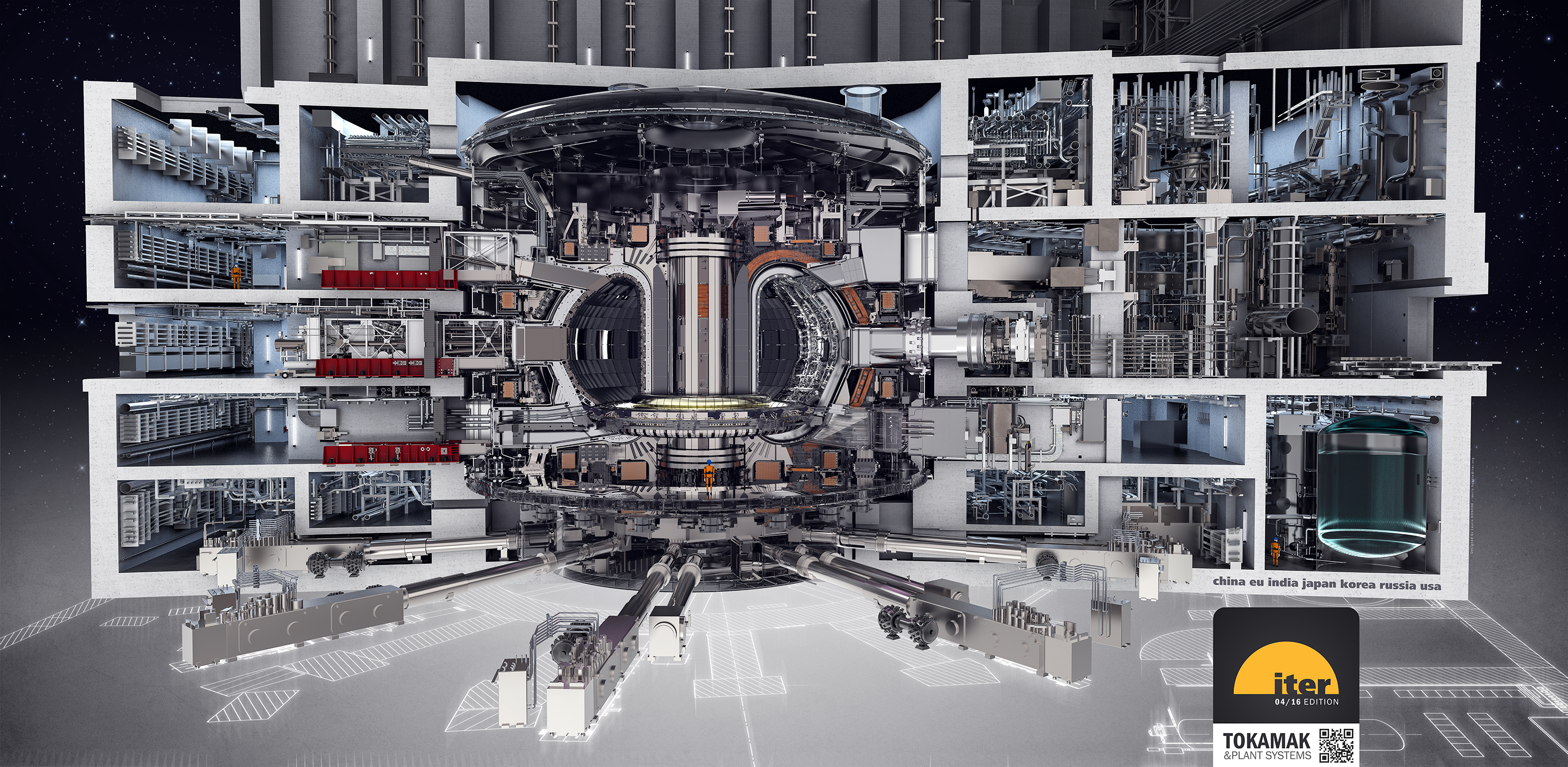
Visualisierung des ITER-Gebäudes im Querschnitt

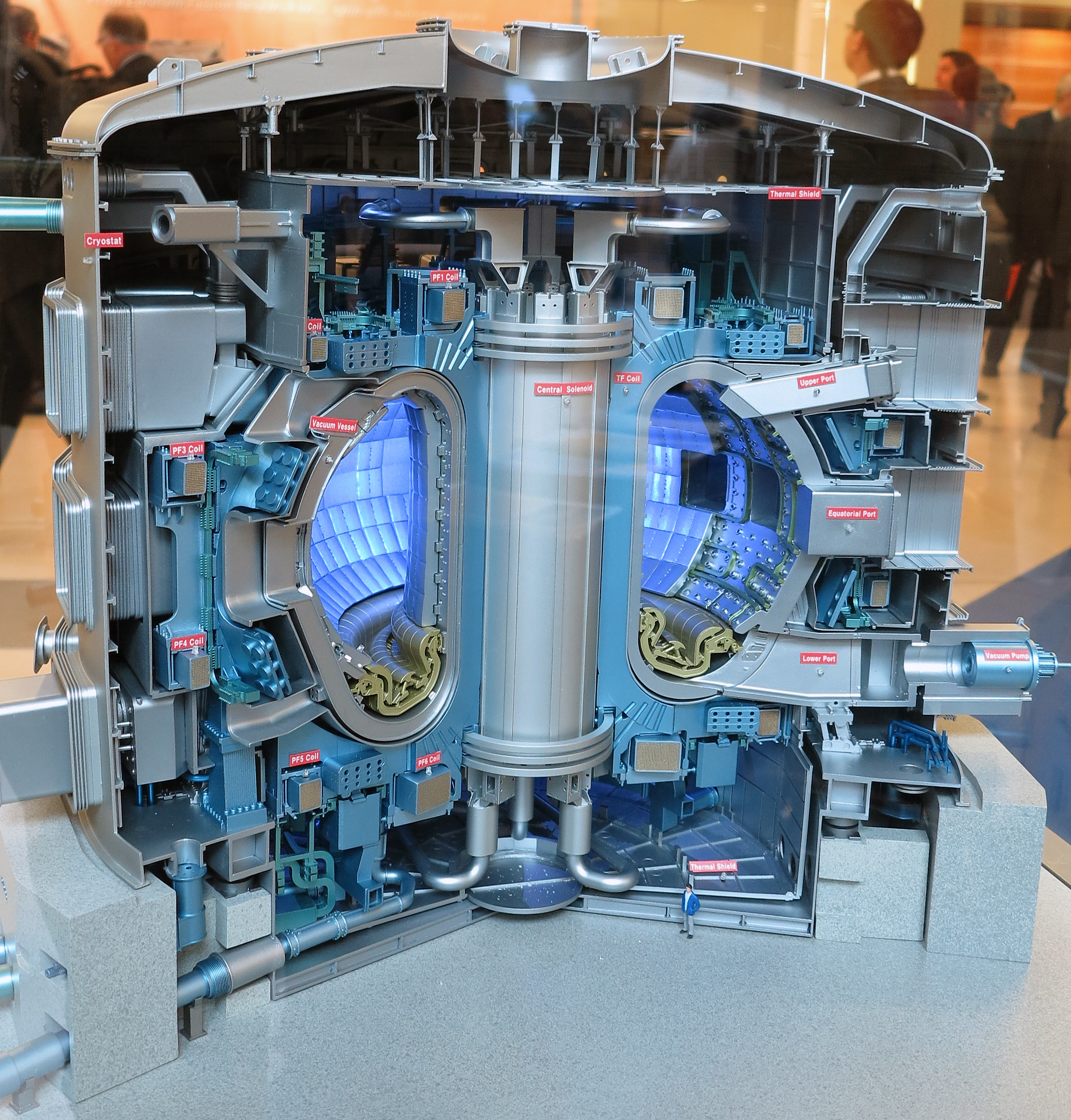
Plastisches Modell des Kernstücks der Anlage

ITER (englisch für International Thermonuclear Experimental Reactor; lateinisch bedeutet das Wort ‚Weg‘, ‚Marsch‘ oder ‚Reise‘) ist ein Versuchs-Kernfusionsreaktor und internationales Forschungsprojekt mit dem Fernziel der Stromerzeugung aus Fusionsenergie. Der Reaktor beruht auf dem Tokamak-Prinzip und ist seit 2007 beim südfranzösischen Kernforschungszentrum Cadarache im Bau.
Forschungsschwerpunkte sind verschiedene Methoden und Konstruktionen zur Plasmaheizung, -diagnostik und -kontrolle und die Erprobung verschiedener Blanket-Konstruktionen zum Erbrüten von Tritium. Es soll ein Brennen des Plasmas bis zu einer Stunde erreicht werden, und die freigesetzte Fusionsleistung soll dabei die eingebrachte Heizleistung um das Mehrfache übersteigen. ITER wird im Vergleich zu seinem Vorgänger JET wesentlich größer und mit supraleitenden Magnetspulen ausgestattet. Beim Bau von ITER kam es bereits mehrfach zu Verzögerungen und Kostensteigerungen. Die Inbetriebnahme ist nun im Zeitraum 2034 bis 2036 geplant, Experimente mit Tritium ab 2039.
Falls sich mit ITER und der parallel durchzuführenden Werkstoffforschung an der International Fusion Materials Irradiation Facility (IFMIF) zeigt, dass das Tokamak-Bauprinzip in den Gigawatt-Bereich vergrößert werden kann, soll ein Nachfolgeprojekt namens DEMO Strom ins Netz einspeisen und einen geschlossenen Tritium-Kreislauf demonstrieren. Selbst Befürworter der Technologie räumen aber ein, dass es auf dem Weg dorthin noch zahlreiche ungelöste Probleme gibt.
ITER wird als gemeinsames Forschungsprojekt der sieben gleichberechtigten Partner EU, welche die 27 EU-Staaten, das Vereinigte Königreich und die Schweiz vertritt, USA, China, Südkorea, Japan, Russland und Indien entwickelt, gebaut und betrieben. Die USA waren von 1998 bis 2003 vorübergehend aus dem Projekt ausgestiegen, Kanada ist seit 2004 nicht mehr dabei. Zwischen der Internationalen Atomenergie-Organisation (IAEO) und dem ITER-Projekt wurde 2008 eine Zusammenarbeit auf Expertenebene vereinbart.

## Funktion
ITER funktioniert nach dem Tokamak-Prinzip. Die Spulen, die das ringförmige Vakuumgefäß umschlingen, erzeugen darin ein starkes Magnetfeld in Umfangsrichtung (Toroidalfeld). In das Gefäß wird dann ca. 1 Gramm Deuterium-Tritium-Gas eingelassen, durch eine oder mehrere verschiedene Heiztechniken (siehe Kernfusionsreaktor#Plasmaaufheizung) erhitzt und so in den Plasma-Zustand gebracht. Ein elektrischer Ringstrom erzeugt zusammen mit den Spulen das schraubenförmig verdrillte Magnetfeld, das das Plasma zusammenhält. Die Elektronen und Ionen bewegen sich unter der Lorentzkraft auf engen Schraubenbahnen um die Feldlinien. Stöße untereinander erlauben allerdings eine Drift quer zum Feld. Teilchenbahnen an der Oberfläche des Plasmas enden jenseits einer Feldeinschnürung auf Divertorplatten in der Nähe von Pumpenöffnungen. Die Divertoroberflächen aus Wolfram sind die am stärksten wärmebelasteten Teile des Reaktors.
Die bei der Fusionsreaktion freigesetzten schnellen Neutronen tragen etwa 80 % der Fusionsleistung aus dem Plasma fort. Die restlichen 20 % der Fusionsleistung treten als Rückstoßenergie der in der Reaktion entstandenen Helium-4-Atomkerne auf; sie wird an das Plasma abgegeben und trägt erheblich zu dessen Heizung bei. Mit einer zur Steuerung nötigen äußeren Zusatz-Heizleistung von etwa 50 Megawatt (MW) „brennt“ das Plasma weiter.

## Details der Konstruktion

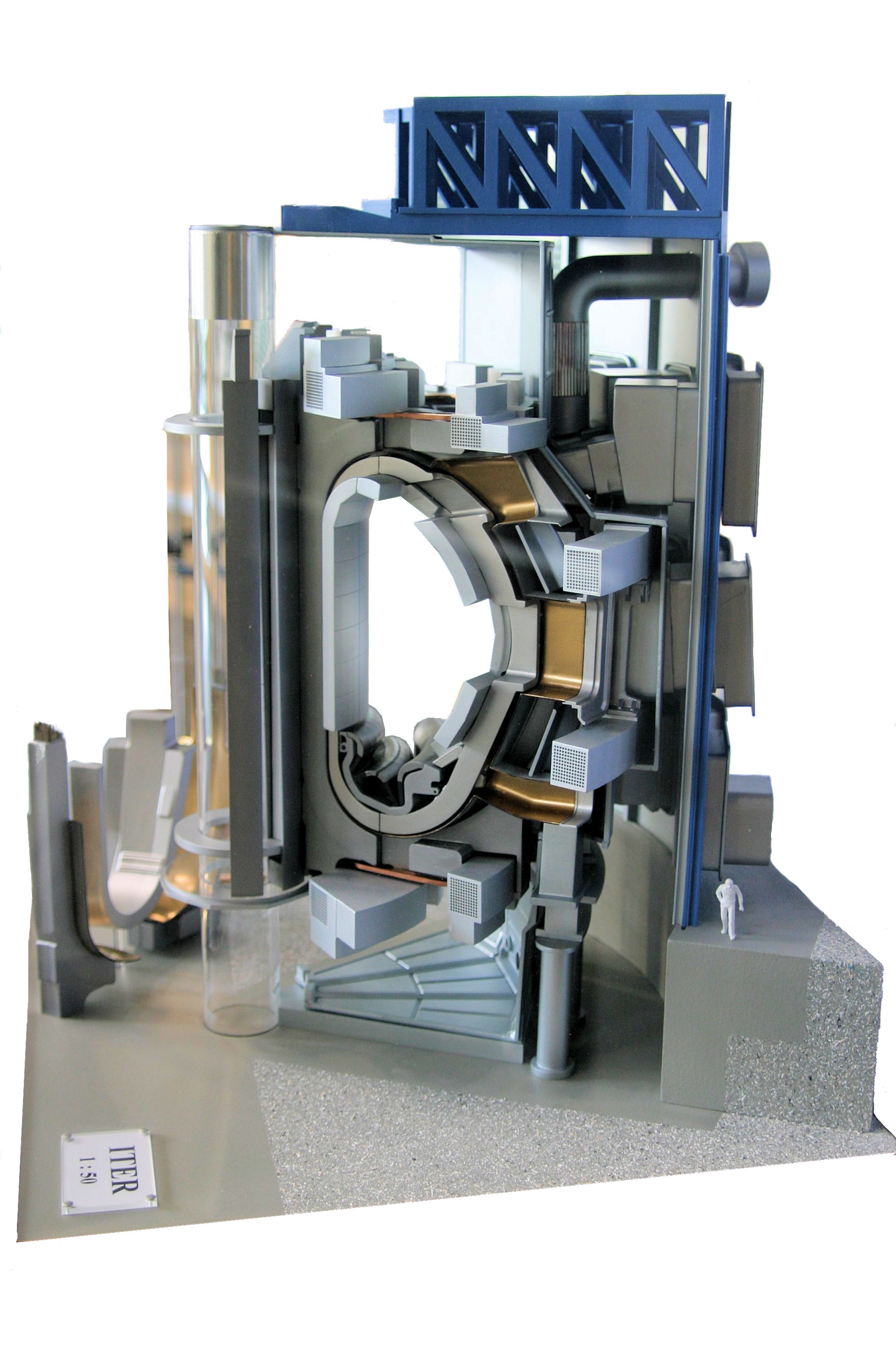
Schnitt durch ITER. Rechts unten eine Person zum Größenvergleich.

### Plasmavolumen
In nominaler Geometrie hat das Plasma einen großen Torusradius von 6,2 m, einen kleinen Radius von 2 m (das heißt, es erstreckt sich von 4,2 bis 8,2 m von der vertikalen Symmetrieachse), ist 6,7 m hoch und hat ein Volumen von 837 m³. Diese Angaben beziehen sich auf die Separatrix genannte Fläche des Magnetfeldes, außerhalb derer die Feldlinien geladene Teilchen nicht einschließen, sondern zum Divertor lenken.

### Divertor
Der Divertor befindet sich unten im Vakuumgefäß. Er ist in 54 schmale 10-Tonnen-Segmente unterteilt, die einzeln robotisch montiert und auch ausgetauscht werden. Sie bestehen aus einem Stahlkörper als Teil des Neutronenschirms und tragen je drei Oberflächenelemente aus wassergekühltem Wolfram, insgesamt 210 m2.
Magnetfeldlinien aus dem Außenbereich des Torus treffen die fast vertikal orientierten Bereiche der Divertor-Oberfläche in flachem Winkel. Dort beträgt die Wärmestromdichte aus rekombinierenden Plasmateilchen kontinuierlich etwa 1 kW/cm2, kurzfristig 2 kW/cm2. Der flache Einfallswinkel verteilt nicht nur den Wärmestrom auf eine größere Oberfläche, sondern treibt entstehendes Neutralgas nach unten, zu den Cryopumpen.
Die Stahlkörper des Divertors müssen großen Lorentzkräften standhalten, die auf elektrische Haloströme wirken, die aus dem Plasma über den Divertor zur Wand des Vakuumgefäßes fließen, wenn das Plasma ungeregelt zusammenbricht.

### Erste Wand
Anders als der Divertor soll der überwiegende Teil der „Erste Wand“ genannten Oberfläche nur während des Anfahrens Kontakt zum Plasma haben, wird aber danach vor allem durch Strahlung sehr heiß. Teilchenbeschuss bei Plasmainstabilitäten bringt durch Sputtern Wandmaterial als Verunreinigung ins Plasma.
Lange war Beryllium als Beschichtung vorgesehen. Vorteile gegenüber Wolfram sind die höhere Wärmeleitfähigkeit und die geringere Ordnungszahl von Z = 4, sodass Beryllium als Verunreinigung geringere Energieverluste durch Bremsstrahlung verursachen würde. Wolfram (W) vom Divertor würde allerdings das Beryllium (Be) verunreinigen. Die intermetallische Phase Be22W würde abplatzen. Nun ist Wolfram auch für diese Oberfläche vorgesehen.
Eine Kupferlegierung stellt den Wärmekontakt zu Kühlwasserkanälen her. Das Strukturmaterial der Paneele ist Stahl. Sie sitzen austauschbar auf den Blanket-Modulen.

### Blanket
Das Blanket (engl. für Decke) bedeckt in Form von 440 austauschbaren Blöcken die Innenseite des Vakuumgefäßes und schützt es mit seinen 1530 t (überwiegend Stahl) vor den schnellen Neutronen aus der Fusionsreaktion. Der damit verbundene Wärmestrom ist weit größer als der von der Oberfläche und wird mit 1 t/s Kühlwasser bei Temperaturen zwischen 70 und 240 °C abgeführt.
In den Blankets zukünftiger Fusionsreaktoren soll zudem Tritium erbrütet werden, indem die Neutronen in Beryllium oder Blei vermehrt werden und mit Lithium-6 zu Helium-4 und Tritium reagieren. Verschiedene Konstruktionen dafür sollen in einer späten Phase von ITER getestet werden. Diese Test-Blanket-Module werden gesonderte Kühlkreisläufe haben, mit Helium oder Wasser unter hohem Druck, um die Funktion auf einem hohen Temperaturniveau zu demonstrieren, wie es für eine Stromproduktion nötig wäre.

### Vakuumgefäß
Das Vakuumgefäß umgibt als Torus das Plasma mit D-förmigem Querschnitt von 6 m innerer Breite. Es schützt das Plasma gegen Verunreinigung von außen und stabilisiert es passiv durch seine elektrische Leitfähigkeit. Diese ist in Richtung des Plasmastroms geringer, um diesen von außen steuern zu können. Das Vakuumgefäß schützt auch die Umgebung vor Kontamination mit radioaktiven Nukliden (nicht nur Tritium) und verringert die Neutronenbelastung der supraleitenden Spulen (Erwärmung) und der Strukturmaterialien (Aktivierung). Dazu befinden sich im Kühlwasser zwischen seinen doppelten Stahlwänden etwa 50.000 Stahlteile von insgesamt fast 1700 Tonnen. Diese sind zudem teilweise ferromagnetisch, um die Welligkeit des Toroidalfeldes zu verringern. Schließlich hat das Vakuumgefäß noch die Aufgabe, Zerfallswärme aus den Blankets aufzunehmen, wenn deren Wasserkühlung ausfällt.
Zahlreiche rechteckige Öffnungen (Ports) erlauben den Zugang zum Inneren für die verschiedenen Heiz- und diagnostischen Einrichtungen, für Pumpen und Wartungsarbeiten. Sie sind in drei Reihen angeordnet, 18 oben, 17 in der Mitte, 9 unten. Drei Ports sind für die Montage von Brutblanket-Testmodulen vorgesehen. Die Ports sind mit Stutzen  versehen, die von sogenannten Port Plugs (Stöpseln) möglichst neutronendicht verschlossen sind. Diagnostische Instrumente z. B. sitzen teils vor, teils eingebettet in wassergekühlte Stahlteile, die das Volumen der Plugs ausmachen. Auf der rückwärtigen Seite sind die Plugs mit Flanschen vakuumdicht auf den Stutzen befestigt. Nach außen schließen sich Verlängerungen an, Port Extensions, die zur Kompensation von thermischer Ausdehnung mit elastischen Faltenbälgen vakuumdicht an Öffnungen in der umgebenden Wand, dem Kryostaten, angeschlossen sind. In ihnen herrscht Atmosphärendruck.
Das Vakuumgefäß hat einen Außendurchmesser (ohne Anbauten) von gut 19 m und eine Höhe von 11 m. Ohne Einbauten (Blankets, Divertoren), Anbauten (Plugs, Port Extensions) und Füllung (Abschirmteile, Wasser) hat es eine Masse von rund 4000 t. Insgesamt lastet es mit fast 9000 t auf einem ringförmigen Podest am Boden des Kryostaten. Die neben dem Gewicht größten mechanischen Belastungen entstehen durch Gasdruck im Kryostaten im Fall eines großen Helium-Lecks bzw. elektromagnetisch bei schneller Abnahme des Toroidalfeldes (der reguläre Aufbau des Feldes dauert dagegen zwei Stunden).

### Spulen

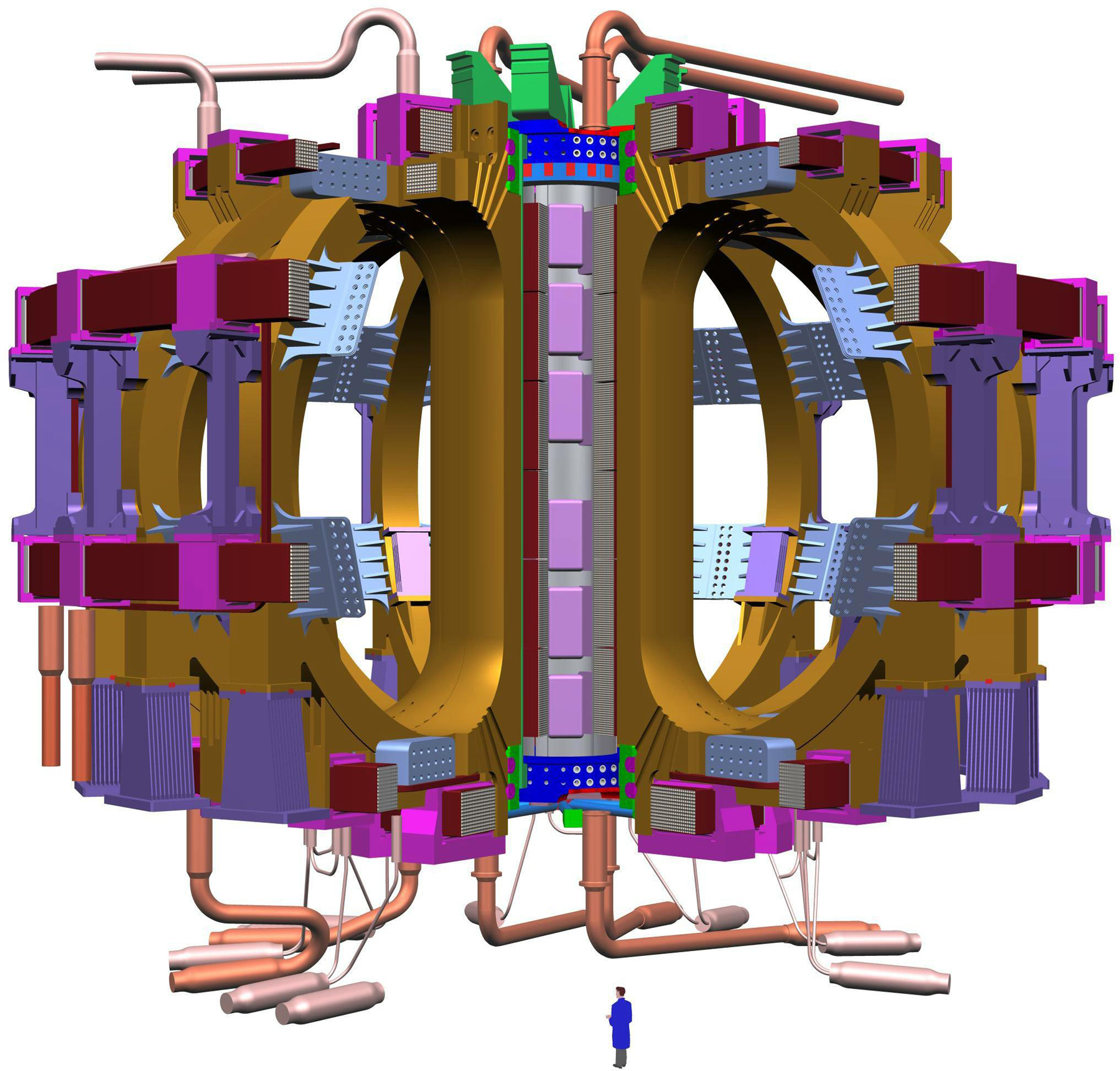
Spulenanordnung von ITER

#### Toroidalfeld-Spulen
Das toroidale Feld (TF) hat eine Flussdichte von 5,3 T im Zentrum des Plasmas, in einem Ring 6,2 m von der Mitte des Torus entfernt. Es wird von 18 TF-Spulen erzeugt, die das Vakuumgefäß im nominalen Abstand von 50 mm umgeben (für mechanische Toleranzen und dynamische Verformungen). Die maximale Feldstärke von 11,8 T tritt direkt an den Spulen auf. Das supraleitende Material Nb3Sn, 23 t pro TF-Spule, ist bei der Arbeitstemperatur von 12 bis 13 K bis 13 T belastbar. Die Spule hat 134 Windungen; der Arbeitsstrom beträgt 69 kA, die Durchflutung also 9,1 MA. Das supraleitende Kabel enthält einen zentralen Kühlmittelkanal, einen Kupferanteil, der im Fall eines lokalen Quench den Strom übernimmt, ein äußeres Stahlrohr und eine Polyimid-Isolierung. Es ist in beidseitig genutete Tragprofile eingelegt und mit Epoxidharz vergossen, zusammen 110 t. Viel größer als das Eigengewicht sind jedoch die magnetischen Kräfte. Die Energie im Toroidalfeld beträgt 41 GJ und sinkt, wenn die TF-Spulen auseinanderweichen. Die entsprechende radiale Kraft beträgt pro TF-Spule 403 MN, die vierfache Gewichtskraft des Eiffelturms. Obere und untere Spulenhälfte streben mit 205 MN auseinander. Daher hat jede TF-Spule ein stabiles Gehäuse mit einem Stahlquerschnitt von über 0,5 m², und die 18 TF-Spulen werden untereinander mit Spannbändern verbunden. Die Belastung ist dynamisch in Fällen von Plasmainstabilitäten oder von Quenches. Die Konstruktion basiert auf der Forderung, dass die Toroidalfeldspulen zehn Quenches aushalten müssen, ohne unbrauchbar zu werden. Je zwei TF-Spulen, 2 × 298 t, werden mit einem Sektor des Vakuumgefäßes vormontiert an ihren Platz gehievt.

#### Zentraler Solenoid, Poloidalfeld- und Korrekturspulen

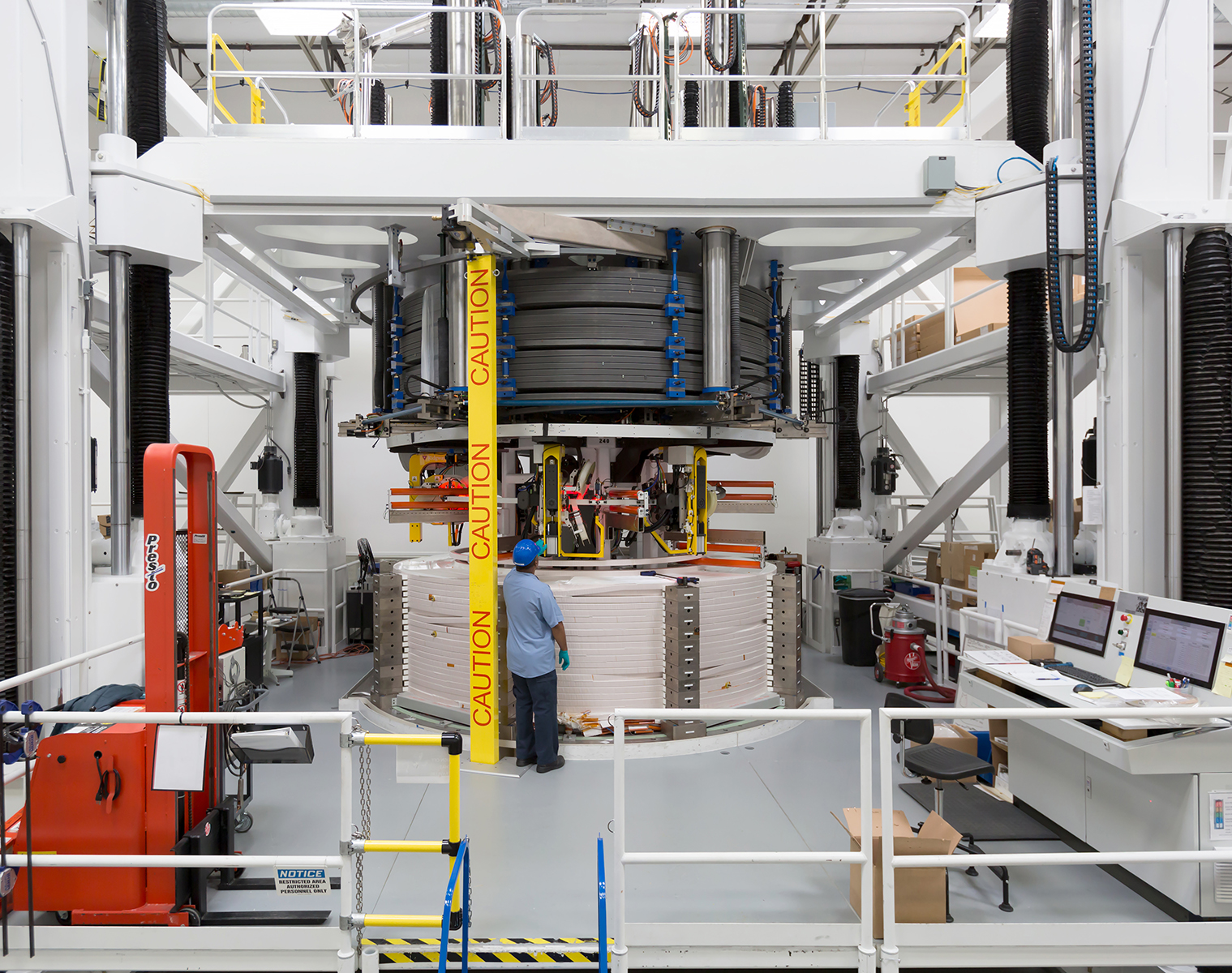
Herstellung des zentralen Solenoids

Innen sind die TF-Spulen geradlinig und aneinander gepresst. Sie lassen einen zylindrischen Hohlraum für den zentralen Solenoid (CS). Dieser ist 18 m hoch und besteht aus sechs gleichen Modulen mit je 549 Windungen. Der maximale Strom beträgt 45 kA, die Feldstärke 13 T, die Feldenergie 7 GJ. Um das Feld des Solenoids schnell zu ändern, sind hohe Spannungen nötig. Seine Isolation ist auf 29 kV Durchschlagsfestigkeit getestet. Der Solenoid „ruht“ auf den inneren Füßen der TF-Spulen, seine oberen Module allerdings nicht „freiwillig“ – Spannelemente verhindern das Abheben. Der Solenoid wiegt samt Strukturelementen 954 t.
Die TF-Spulen haben außen Flansche, um ringförmige Spulen tragen zu können, die die ganze Anordnung wie Breitenkreise umfassen. Sie formen zusammen mit dem Solenoid die poloidale Komponente des Magnetfeldes (PF) und – parallele Ströme ziehen sich an – den Querschnitt des Plasmas. Es sind sechs große PF-Spulen mit 45 kA und 18 Korrekturspulen mit 16 kA. Anders als die TF-Spulen und der Solenoid sind die schwächeren PF- und Korrekturspulen aus NbTi, die Arbeitstemperatur beträgt 6 K. Die Korrekturspulen gleichen statisch Fertigungs- und Montagetoleranzen der großen Spulen aus und werden mit einer Grenzfrequenz der Regelung von 100 Hz gegen Plasmainstabilitäten eingesetzt. Höhere Frequenzen schirmt das Vakuumgefäß ab.

#### Spulen im Vakuumgefäß
An der Innenwand des Vakuumgefäßes, noch hinter den Blanket-Modulen, sind Spulen befestigt, mit denen das Plasma hochfrequenter beeinflusst werden kann. Es handelt sich um eine obere und eine untere VS-Spule (Vertical Stability) parallel zu den PF-Spulen und um 27 ELM-Spulen, drei pro Sektor. Diese Spulen sind normalleitend und haben eine Gesamtmasse von 7 Tonnen.

### Pellet-Injektoren

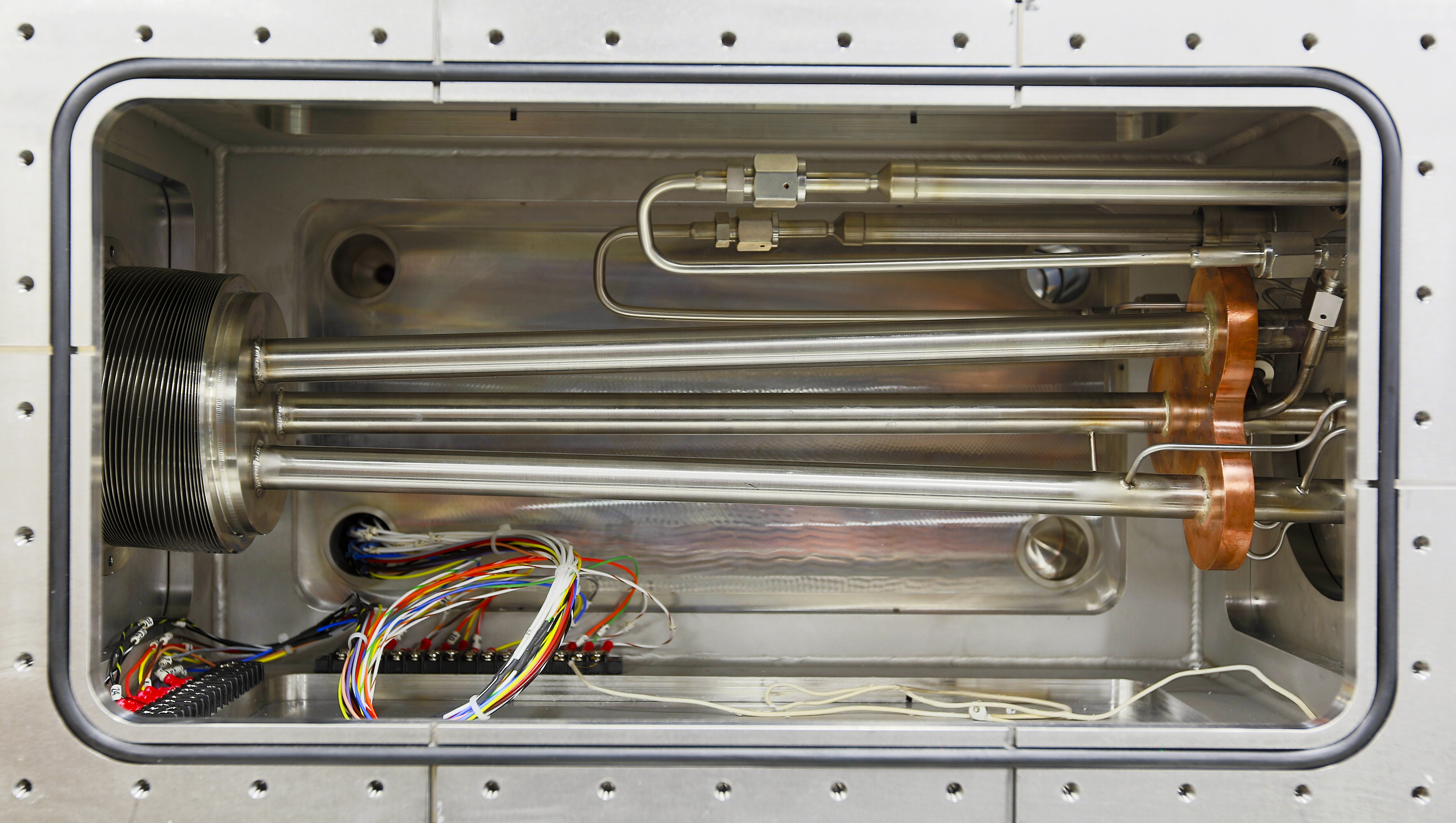
Pellet-Injektoren von ITER

Pellets aus gefrorenen Gasen werden mit Gasdruck in das Plasma geschossen – ein Gasstrahl allein würde nicht weit kommen. ITER wird drei verschiedene Arten von Pellet-Injektoren einsetzen. Eine dient dem Nachfüllen von Brennstoff. Dazu werden mehrfach pro Sekunde Deuterium und Tritium abwechselnd oder als Gemisch in Form von kurzen Zylindern mit einigen Millimetern Durchmesser nah an das Zentrum des Plasmas geschossen. Um schädlich große ELMs (Edge Localized Modes; Plasmainstabilitäten, die die Gefäßwand thermisch überlasten können) zu vermeiden, werden regelmäßig kleine ELMs ausgelöst, indem die Oberfläche des Plasmas mit sehr kleinen D2-Pellets beschossen wird. Große Neon-Pellets (20 bis 50 g) sind gegen thermisches Durchgehen und Runaway-Elektronen vorgesehen mit Reaktionszeiten von 20 bzw. 10 ms.

### Kryostat
Der Kryostat ist ein kesselförmiges Vakuumgefäß, das mit 29 m Durchmesser und Höhe auch die Spulen umschließt. Er wird in vier Teilen eingebaut. Die Bodenplatte ist mit 1250 t das schwerste Einzelteil überhaupt. Der Kryostat ist evakuiert, denn die heliumkalten Spulen müssten sonst einzeln isoliert werden, sowohl wegen der Wärmeleitung durch Konvektion als auch gegen die Kondensation von Gasen. Der luftdichte Abschluss nach außen ist zudem eine zweite Barriere gegen Austritt von Tritium. Der Kryostat hat zahlreiche große Öffnungen mit nach innen gerichteten Stutzen, die die Stutzen des Vakuumgefäßes umschließen.

### Kryopumpen
Sechs der neun unteren Portale, auf Höhe des Divertors, führen zu großen, trommelförmigen Kryopumpen, die das gebildete Helium und andere Verunreinigungen aus dem Vakuumgefäß entfernen sollen. Dabei wird auch der weit überwiegende Teil des Deuteriums und Tritiums ungenutzt abgepumpt. Um bei dem niedrigen Druck und auf Heliumtemperaturniveau (s. u.) Helium binden zu können, befinden sich an der Innenwand der Kryopumpen hinter einem geschlitzten Wärmeschild mit Aktivkohle beschichtete Absorber. Nach 3000 s Betriebszeit müssen die Absorber regeneriert werden. Dazu haben die Pumpen eingangsseitig Tellerventile von 0,8 m Durchmesser und 0,5 m Hub. Jeweils zwei der sechs Pumpen werden geschlossen, erwärmt und ausgepumpt. Auf dem höheren Druckniveau wird das Gas zum Gebäude für das Tritium-Handling geleitet. Zwei baugleiche Kryopumpen evakuieren den Kryostaten. Auch bei der Neutralgasinjektion werden Kryopumpen eingesetzt.

### Kälteversorgung
Die Supraleiter werden mit Helium gekühlt, mit hohem Druck und einer Eintrittstemperatur von 4,5 K. Dieser Zustand ist überkritisch – die Dichte ist etwas geringer, die Viskosität viel geringer als bei flüssigem Helium unter Normaldruck (Siedepunkt 4,15 K). Die supraleitenden Kabel für die TF-, CS- und PF-Spulen haben einen zentralen Kühlkanal mit einem Durchfluss von 8 g/s pro Spule. Auch das Strukturmaterial wird gekühlt, hier ist der Durchfluss einige Kilogramm pro Sekunde. Die abzuführende Wärmeleistung stammt während des Fusionsbetriebs von Neutronen (bei 500 MW Fusionsleistung etwa 14 kW), vorher und nachher von Wirbelströmen im Strukturmaterial (kurzzeitig viel mehr, im Mittel jedoch ebenfalls 10 bis 20 kW). Die Kryopumpen werden ebenfalls mit flüssigem Helium gekühlt. Die gesamte verfügbare Kühlleistung auf dem 4,5-K-Niveau beträgt 65 kW.
Mit gasförmigem Helium auf einem Temperaturniveau von 80 K werden Wärmeschilde gekühlt, die kältere Teile vor Wärmestrahlung schützen. Auf diesem Temperaturniveau stehen 1300 kW Kühlleistung zur Verfügung. Wärmeschilde bedecken insbesondere die Außenseite des Vakuumgefäßes und die Innenseite des Kryostaten. Sie haben eine Gesamtfläche von etwa 4000 m2 und die aufgeschweißten Kühlleitungen eine Gesamtlänge von 23 km.

### Stromversorgung
Der Energiebedarf für die Kühlanlagen, einschließlich der Umwälzpumpen für die Wasserkühlkreisläufe, macht etwa 80 % der etwa 110 MW aus, die die gesamte Anlage während der Betriebsphasen permanent benötigt. Während der Plasmapulse steigt der Bedarf für bis zu 30 Sekunden auf bis zu 620 MW. Die Leistung wird aus dem öffentlichen Netz bezogen. Zu diesem Zweck hat Frankreich zwei redundante 400-kV-Leitungen zum 125 km entfernten Netzknoten bei Avignon samt Schaltanlagen errichtet. Die Leistungstransformatoren stammen aus den USA und aus China. Der kurzfristige Regelbedarf von 300 bis 400 MW erfordert eine enge Kooperation mit dem Netzbetreiber RTE.

## Forschungsziele

### Zeitplan
In den ersten Jahren soll die Anlage mit einem Plasma aus normalem Wasserstoff und Helium ohne Fusionsreaktionen betrieben werden. Viele rein plasmaphysikalische Fragen lassen sich so erforschen, ohne die Kontamination des Gefäßinneren mit Tritium und die Aktivierung von Materialien in Kauf zu nehmen. Erst für den Nachweis des Netto-Energiegewinns und die Erprobung von Brutblanket-Modulen ist die Verwendung eines Deuterium-Tritium-Gemischs vorgesehen.

### Plasmastabilität
Die geladenen Teilchen bewegen sich wendelförmig um die magnetischen Feldlinien (Gyration). Diese sind aber bei den für die angestrebte Fusionsleistung nötigen Dichten nicht unveränderlich (Minimierung der Feldenergie bei gegebenem Fluss), sondern das Plasma wirkt mechanisch auf das Feld zurück. Plasmainstabilitäten treten auf, wenn sich viele Teilchen in ihrer Bewegung synchronisieren. Teilchen koppeln miteinander nicht nur über Schwingungen der Feldlinien, sondern auch elektrostatisch über Raumladungen. Für eine effektive Kopplung sorgen Resonanzen. Wegen der Nichtlinearität der Kopplungen müssen Frequenzen nicht (näherungsweise) gleich sein, sondern es reichen ganzzahlige Verhältnisse. Folgende Frequenzen spielen eine Rolle: die Gyrationsfrequenzen von Elektronen und Ionen und die Umlauffrequenzen von Elektronen, Ionen und von Plasmawellen um den kleinen und großen Torusumfang. Eine geschlossene Lösung ist nicht möglich, und die numerische Lösung ist ineffizient, da es sich um ein steifes Anfangswertproblem handelt. Es ist nicht nur der Frequenzbereich enorm groß, sondern auch die nötige räumliche Auflösung. Daher werden heuristische Vorschläge zur Stabilisierung des Plasmas in aufwändigen Experimenten realisiert und praktisch erprobt.
Eine Art von Plasmainstabilitäten, die im Betriebsbereich von Fusionsreaktoren nach dem Tokamak-Prinzip (H mode) enorm stören, sind Edge-Located Modes (ELMs). Dabei bilden sich in Bruchteilen von Millisekunden schleifenförmige Ausbuchtungen, entfernt ähnlich den Protuberanzen an der Sonnenoberfläche. Die zeit- und räumliche Konzentration (< 1 ms, < 1 m) eines Ausbruchs kann die Blanket-Oberfläche schmelzen lassen, und wiederholtes ELMen bedeutet für das Plasma enorme Verluste von magnetischer und thermischer Energie und von Partikeln. Verschiedene Ansätze sind in Erprobung, ELMs zu unterdrücken oder wenigstens in ihren Auswirkungen zu begrenzen (Betrieb im ELMing H mode). Die meisten Methoden erfordern eine Beobachtung von Plasmaparametern mit hoher zeitlicher Auflösung und schnelle Reaktionen wie Stromänderungen in lokalen Spulen, Einstrahlung inkohärenter magnetischer Energie (Rauschleistung) im Frequenzbereich der Gyration der Ionen und Einschuss von Wasserstoff-Pellets.

### Leistung
Es soll eine etwa 10-fache Verstärkung der eingesetzten Heizleistung, also eine Fusionsleistung von etwa 500 MWth erreicht werden. Damit ITER als erfolgreich gilt, muss dieser Zustand 400 Sekunden lang stabil bleiben. In einem anderen Betriebsmodus sind Brenndauern von bis zu einer Stunde vorgesehen bei einer Leistungsverstärkung von mindestens 5. Kurzzeitig und mit geringerer Heizleistung soll eine Leistungsverstärkung von über 30 erprobt werden, wie sie für kommerzielle Reaktoren vorgesehen ist. Die Forschungen am ITER zur Brenndauer des Plasmas werden unter anderem am ASDEX Upgrade vorbereitet.

## Standort
Seit 2001 wurde über einen Standort für den ITER beraten. Standortbewerbungen kamen aus Frankreich, Spanien, Japan und Kanada. Bis 2003 gab es auch eine inoffizielle deutsche Bewerbung mit dem ehemaligen Kernkraftwerk „Bruno Leuschner“ Greifswald in Lubmin bei Greifswald. Damit wären die Anlagen für das weltgrößte Tokamak-Experiment in direkter Nachbarschaft zur Baustelle des weltgrößten Stellarator-Experiments errichtet worden. Der ITER-Förderverband Region Greifswald unter Führung des früheren Ministerpräsidenten Alfred Gomolka reichte 2002 eine vollständige Standortbewerbung bei der Landesregierung Mecklenburg-Vorpommern ein. Die Bewerbung wurde jedoch von der EU zurückgewiesen, da das Land Mecklenburg-Vorpommern als Region nicht zu einer Bewerbung berechtigt war, die Bundesregierung hat eine Bewerbung aus Kostengründen abgelehnt. Im Sommer des Jahres 2003 zog Bundeskanzler Gerhard Schröder die Zusage des ehemaligen Kanzlers Helmut Kohl zur Bewerbung um den ITER-Standort zurück.
2005 konkurrierten noch Frankreich mit seinem traditionellen Kernforschungszentrum in Cadarache und Japan mit Rokkasho um den Standort. Während die USA, Japan und Südkorea den Standort Rokkasho bevorzugten, stimmten die Europäische Atomgemeinschaft, die Volksrepublik China und Russland für Cadarache. Im November 2004 beschloss der EU-Ministerrat für die EURATOM einstimmig, ITER in Cadarache zu bauen, notfalls auch ohne die Beteiligung Japans, Südkoreas und der USA. Japan wurden Sonderkonditionen eingeräumt, falls der Reaktor in Europa gebaut werden sollte, woraufhin Japan seine Bewerbung zurückzog. Am 28. Juni 2005 entschieden die beteiligten Staaten gemeinsam, den Reaktor in Frankreich zu errichten, das sich damit zu umfangreichen Investitionen in die Infrastruktur wie Straßen, Stromversorgung, Datenleitungen sowie Wohnungen für die zukünftigen Forscher und deren Familien verpflichtete.

## Finanzierung
Am 21. November 2006 unterzeichneten die Projektteilnehmer im Élysée-Palast in Paris den endgültigen Vertrag, der auch die Finanzierung des Baus regelt. Teilnehmerstaaten sind neben der Europäischen Atomgemeinschaft (EURATOM) die Staaten China, Indien, Japan, Russland, Südkorea und die USA. Der Vertrag trat am 24. Oktober 2007 in Kraft. Als Ausgleich für die Wahl eines europäischen Standortes wurde Japan ein mindestens zehnprozentiger Anteil an den Aufträgen zur Ausstattung des Reaktors sowie die Förderung japanischer Forschung aus Mitteln der EURATOM zugesagt.
Während der Bauphase trägt die Europäische Union respektive die EURATOM 5/11 bzw. 45,5 % der Gesamtkosten. Davon bringt Frankreich 40 % auf, entsprechend 2/11 der Gesamtkosten. Die übrigen sechs Projektpartner tragen jeweils 1/11 bzw. 9,1 % der Gesamtkosten und damit den verbleibenden Kostenanteil von 6/11. Ein Teil davon wird von jeder Partei als Sachleistung erbracht, die unabhängig von den endgültigen Kosten der Beschaffung und Lieferung zu erbringen sind. Die Kosten des Betriebs und der Deaktivierung werden zu 34 % von EURATOM getragen. Die Schweiz zahlt den größten Teil ihrer Finanzbeiträge für das Projekt ITER an die EU im Rahmen des am 5. Dezember 2014 unterzeichneten Abkommens über die wissenschaftliche Zusammenarbeit zwischen der Schweiz und der EU. Der bis 2014 ausbezahlte Beitrag der Schweiz an den Bau von ITER beträgt 183 Millionen Schweizer Franken.
Die Errichtung sollte zunächst gut 5,5 Mrd. Euro kosten (5,896 Mrd. EUR in Preisen des Jahres 2008). Schon im Juni 2008 mehrten sich Stimmen, die eine deutliche Kostensteigerung ankündigten. Im September 2008 erklärte der stellvertretende ITER-Direktor Norbert Holtkamp auf dem 25. Symposium zur Fusionstechnologie in Rostock, dass die ursprünglich geplanten Kosten um mindestens 10 Prozent steigen würden, eventuell sogar um 100 Prozent. Zurückzuführen sei dies auf die stark gestiegenen Preise für Rohstoffe und Energie sowie teure technische Weiterentwicklungen.
Im Mai 2010 teilte die Europäische Kommission mit, dass sich laut einer aktuellen Kostenschätzung ihr Anteil an den Baukosten von ehemals geplanten 2,7 Milliarden Euro auf 7,3 Milliarden Euro verdreifachen wird. Die EU deckelte daraufhin die EURATOM-Mittel bei 6,6 Milliarden Euro. Darüber hinausgehende Kosten will sie durch Umschichtungen aus dem Agrar- und dem Forschungsetat decken.
Die EU hat in ihrem „Mehrjährigen Finanzrahmen“ (MFR) 2021–2027 als Beitrag 6,1 Mrd. € festgelegt. Gegenüber dem MFR 2014–2020 entspricht das einer Erhöhung um 81 %.
Während die ITER-Organisation keine Kostenschätzungen abgibt, könnte nach einem Worst Case-Szenario des DOE aus dem Jahr 2014 der US-Anteil auf 6,5 Milliarden US-Dollar steigen. Dies würde Gesamtkosten in Höhe von weit über 50 Mrd. US-Dollar entsprechen.

## Projekthistorie

### Initiierung durch die Sowjetunion

Ehemaliges Logo

Bei Gesprächen mit den Präsidenten Frankreichs und der USA, François Mitterrand und Ronald Reagan, wurden 1985 aufgrund eines Vorschlages des sowjetischen Staatschefs Michail Gorbatschow eine Zusammenarbeit bei der Kernfusions-Forschung und der gemeinsame Bau eines Reaktors beschlossen. Die Planungen begannen 1988 im deutschen Max-Planck-Institut für Plasmaphysik und führten 1990 zu einem ersten Entwurf des Versuchsreaktors. Bis 1998 wurde ein Entwurf (ITER I) mit den Eckdaten 8,1 m großem Torusradius und 1500 MW Fusionsleistung ausgearbeitet.

### ITER-Vertrag
Nachdem der ursprüngliche Entwurf in eine kleinere (500 MW), kostenreduzierte Version von ITER mit geringeren technischen Anforderungen gewandelt wurde, gaben die teilnehmenden Parteien am 28. Juni 2005 nach langen Verhandlungen den Startschuss für den Bau von ITER. Der Beschluss umfasst den Bau eines Versuchsreaktors in Cadarache in Südfrankreich für insgesamt knapp 5 Milliarden Euro. Die Betriebskosten über die geplante Laufzeit des Reaktors von 20 Jahren würden ähnlich hoch sein. Am 21. November 2006 wurde in Paris der ITER-Vertrag von den sieben Partnern unter Teilnahme des damaligen französischen Staatspräsidenten Jacques Chirac unterzeichnet. Gleichzeitig fand die erste Sitzung des ITER Interim Council statt. Der Vertrag trat am 24. Oktober 2007 in Kraft, 30 Tage nachdem er vom letzten Vertragspartner China ratifiziert worden war.

### Organisation
Jeder der sieben Partner richtet eine eigene nationale Organisation ein, welche die Aufgabe hat, die vertraglichen Verpflichtungen des jeweiligen Landes gegenüber ITER zu erfüllen. Für die Europäische Atomgemeinschaft fällt diese Aufgabe der neu gegründeten Agentur Fusion for Energy – The European Joint Undertaking for ITER and the Development for Fusion Energy mit Sitz in Barcelona zu.
Von deutscher Seite am Projekt beteiligt sind das Max-Planck-Institut für Plasmaphysik (IPP) in Garching bei München, das Institut für Plasmaphysik (IEK-4) am Forschungszentrum Jülich und verschiedene Institute des KIT. Weitere wissenschaftliche Zentren liegen in San Diego (USA) und Naka (Japan).
Das Aufsichtsgremium (IC, ITER-Council) hat seinen Sitz in Moskau.
Das zentrale Management (IO, ITER Organization) mit 500 direkten Angestellten und 350 externen Mitarbeitern residiert im nahe der Baustelle gelegenen Dorf Saint-Paul-lès-Durance. Zusammen mit den nationalen Organisationen sind es 2000 Mitarbeiter.
Alle zwei Jahre wird das Management einer externen Evaluation unterzogen. Das Ergebnis der Evaluation des Managements durch Madia & Associates im Jahr 2013 fiel so vernichtend aus, dass die ITER-Organisation den Bericht unter Verschluss halten wollte. The New Yorker hat die Executive Summary des Berichts veröffentlicht. Die ITER-Organisation zeigt auf die Projektpartner: Das Management würde dadurch erschwert, dass jeder der sieben Projektpartner mit Rücksicht auf die heimische Industrie lieber Teile herstellt und liefert, als Geld zu überweisen. In zähen Verhandlungen würden Entwicklungs- und Fertigungsaufträge zerstückelt, mit dem Risiko, dass die Teile bei der Montage nicht zusammenpassen.

### Baufortschritt

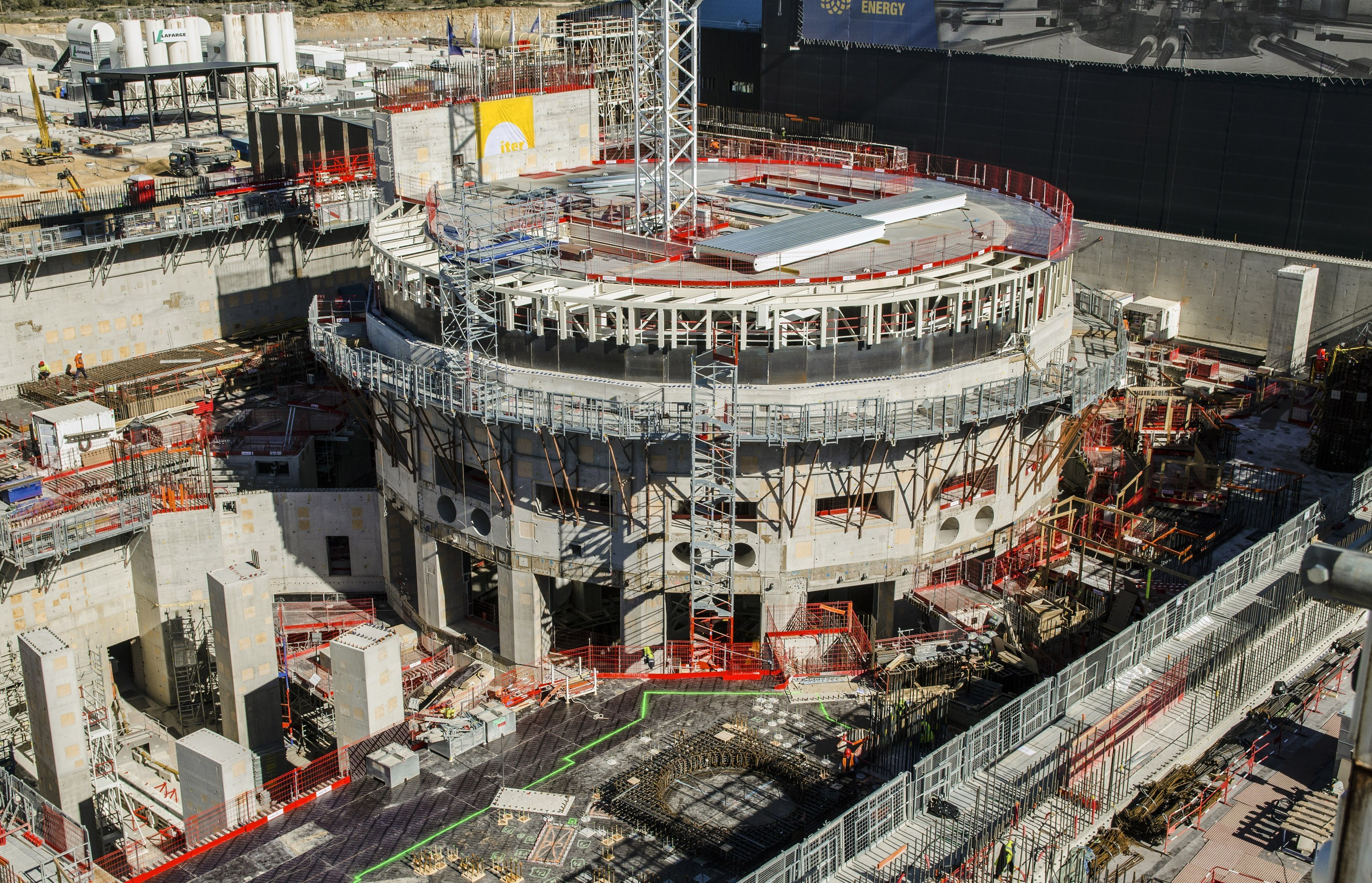
Juni 2018: Die Tokamak-Grube ist mit einem temporären Dach geschlossen, sodass Installationen im Inneren ausgeführt werden können.

Anfang 2007 begannen die Vorbereitungen für den Bau. 2009 war der Baugrund auf 42 Hektar plan. 2011 war die Baugrube für den Hauptkomplex ausgehoben (Seismic Pit, 130×90×17 m³) und der Rohbau des ersten Nebengebäudes, der über 250 m langen Poloidal Field Coils Winding Facility, fertiggestellt. Darin werden mit großer Verspätung die fünf größten der ringförmigen Spulen für das poloidale Magnetfeld gewickelt. Die Maschinen dafür wurden erst 2016 geliefert, montiert und mit einem Leiter aus Kupfer erprobt. 2012 wurde im Seismic Pit das 1,5 m dicke Fundament hergestellt. 2013 und 2014 wurde auf 2 m hohen, schwingungsdämpfenden Sockeln die 1,5 m dicke Bodenplatte gefertigt, die das Reaktorgebäude und die nördlich und südlich angrenzenden Gebäude für das Tritium-Handling bzw. die Plasmadiagnostik erdbebensicher tragen soll. Der Hochbau des 7-stöckigen Gebäudes dauerte gut fünf Jahre. 2014 wurden das Kontroll- und Verwaltungszentrum bezogen und die temporäre Kryostat-Montagehalle errichtet, in der seit 2016 die vier 30 m großen und 600 bis 1250 Tonnen schweren Teile des Kryostaten aus 54 von Indien gelieferten Einzelteilen zusammengesetzt werden, bis Juli 2019 zunächst der Boden und das untere Zylinderstück. Erste TF-Spulen wurden im Mai 2016 in Italien und Februar 2017 in Japan gewickelt und getempert. Ende Juni 2017 trafen aus Korea erste Teile eines von zwei Sector Sub-Assembly Tools (SSAT) ein. Mit diesen je 22 m hohen und 800 Tonnen schweren Montagevorrichtungen werden in der Montagehalle neben der Tokamak-Grube die neun Sektoren des Vakuum-Gefäßes mit Wärmeschilden und je zwei Toroidalfeldspulen ausgerüstet. Ende März 2020 wurde der Brückenkran zwischen Montagehalle und Tokamak-Grube einsatzbereit. Damit konnte die Montage des Reaktors am 28. Juli 2020 beginnen, für die 4 1⁄2 Jahre angesetzt waren. Bis Mitte 2022 waren die beiden unteren Teile des Kryostaten, die Spulen PF6 und PF5 sowie vorübergehend das Sektormodul #6 installiert. 2023 wurden die Rohbauten für das Neutral-Beam-System und die Tritium-Anlage fertig.

### Verzögerungen im Zeitplan
Der Zeitplan für die Konstruktion der Fertigungsanlagen und des Reaktors musste mehrfach revidiert werden. Ursprünglich sollte die Anlage 2016 den Betrieb aufnehmen. Kurze Zeit später ging man von 2019 aus. Anfang 2015 wurde der Franzose Bernard Bigot als Nachfolger des Japaners Osamu Motojima Generaldirektor von ITER. Bigot erklärte Ende 2015, dass ein erstes Plasma frühestens 2025 gezündet werden könne. Das DOE hielt 2028 für realistischer. Jede Verzögerung wird die Versorgung mit Tritium erschweren, das aus zurzeit noch laufenden schwerwassermoderierten Kernspaltungsreaktoren stammt, aber mit zwölf Jahren Halbwertszeit zerfällt.
Im Juni 2016 legte Bigot einen detaillierten Plan vor, wie der frühere Termin gehalten werden könne, indem er das Ziel änderte: Erst nach einem eher symbolischen „ersten Plasma“ 2025 sollen die drei wesentlichen Heizsysteme installiert werden, im Wechsel mit relativ kurzen Experimentierphasen mit steigender Heizleistung und ab 2035 mit Tritium.
Auf diesen aufwendigen Wechsel soll nach dem im Juni 2024 beschlossenen Zeitplan verzichtet werden, um den Betrieb mit voller Leistung und mit Tritium möglichst rasch zu erreichen, 2036 bzw. 2039. Zwischenzeitlich waren bei drei der neun Sektoren der Vakuumkammer Maßabweichungen von bis zu zwei Zentimetern festgestellt worden, sowie verbreitet Spannungsrisskorrosion an den Wärmeschild-Kühlleitungen, die über ihre gesamte Länge erneuert werden müssen. Die Reparaturen an den Sektoren #6 und #7 haben im März 2024 „ernsthaft begonnen.“

### Generaldirektoren
Nachdem ITER zunächst ab 2005 von dem japanischen Diplomaten und ehemaligen Botschafter Kaname Ikeda geleitet worden war, wurde 2010 dessen Landsmann Osamu Motojima, ein Physiker, sein Nachfolger als Generaldirektor. Er wurde von dem französischen Chemiker und Regierungsbeamten Bernard Bigot abgelöst, der am 5. März 2015 sein Amt antrat. 2019 verlängerte der ITER-Aufsichtsrat Bigots Amtszeit um ein weiteres Mandat bis 2025. Bigot starb jedoch am 14. Mai 2022 im Amt. Seine Aufgaben übernahm zunächst geschäftsführend sein bisheriger Stellvertreter Eisuke Tada, bevor im September 2022 Pietro Barabaschi zum neuen Generaldirektor ernannt wurde.

## Dokumentationen
- Hoffnung Kernfusion - Der Traum von unendlich viel sauberer Energie. TV-Dokumentation in HD, Deutschland 2023 für ZDF und 3sat.